# Keshad Johnson
Keshad Ray Johnson, né le 23 juin 2001 à Oakland en Californie, est un joueur américain de basket-ball mesurant 1,99 m, et évoluant aux postes d'ailier et ailier fort.

## Biographie
En juillet 2024, il signe un contrat two-way en NBA avec le Heat de Miami. Fin décembre 2024, son contrat two-way est converti en un contrat standard.

## Statistiques

### Universitaires
| Saison    | Équipe          | Matchs | Titul. | Min./m | % Tir | % 3pts | % LF | Rbds/m. | Pass/m. | Int/m. | Ctr/m. | Pts/m. |
| --------- | --------------- | ------ | ------ | ------ | ----- | ------ | ---- | ------- | ------- | ------ | ------ | ------ |
| 2019-2020 | San Diego State | 18     | 0      | 5.9    | .353  | .222   | .375 | 1.7     | .2      | .3     | .1     | 1.9    |
| 2020-2021 | San Diego State | 24     | 0      | 13.5   | .452  | .333   | .550 | 3.6     | .7      | .3     | .5     | 4.0    |
| 2021-2022 | San Diego State | 32     | 32     | 23.8   | .553  | .182   | .644 | 4.5     | 1.0     | .7     | .6     | 7.2    |
| 2022-2023 | San Diego State | 39     | 39     | 22.2   | .532  | .262   | .648 | 5.0     | .7      | .5     | .5     | 7.7    |
| 2023-2024 | Arizona         | 36     | 36     | 27.6   | .530  | .387   | .710 | 5.9     | 1.8     | 1.0    | .7     | 11.5   |
| Carrière  | Carrière        | 149    | 107    | 20.5   | .520  | .309   | .642 | 4.5     | 1.0     | .6     | .5     | 7.2    |